# Scherenburgfestspiele

Logo der Festspiele

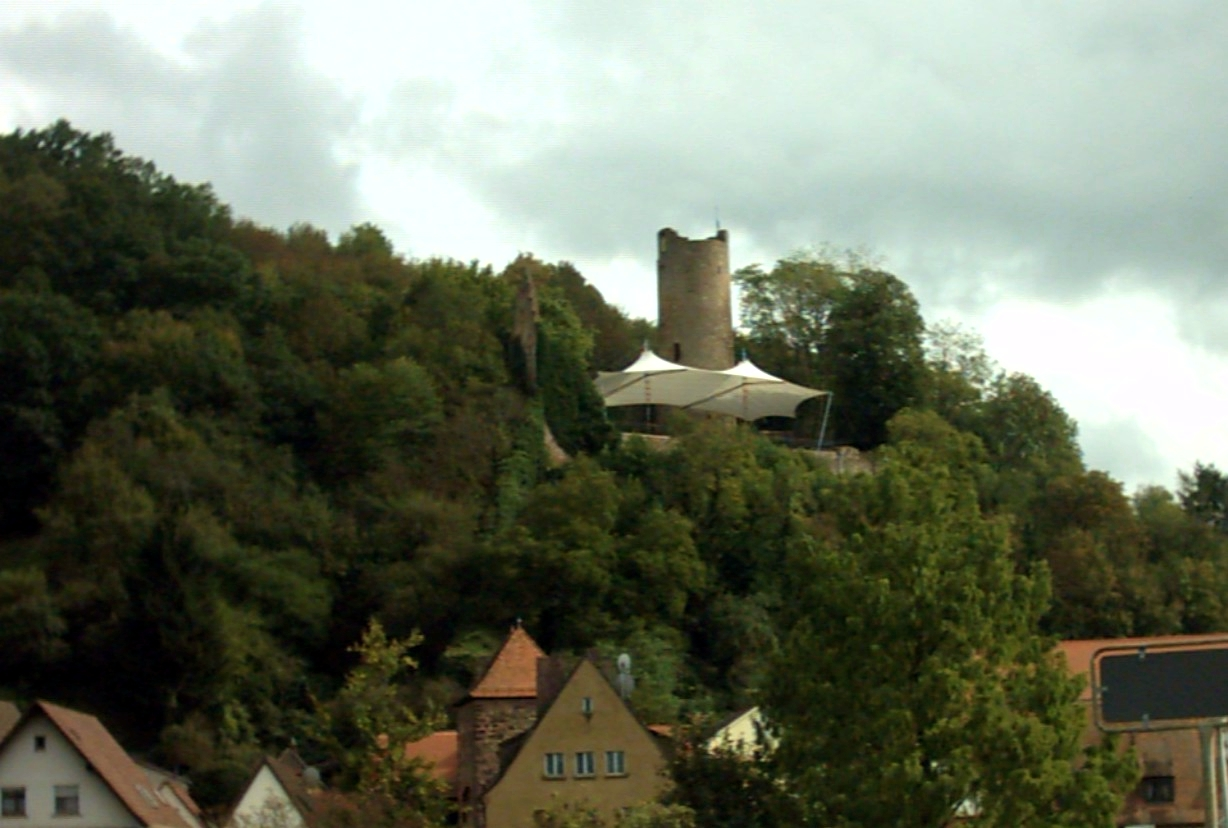
Ruine Scherenburg

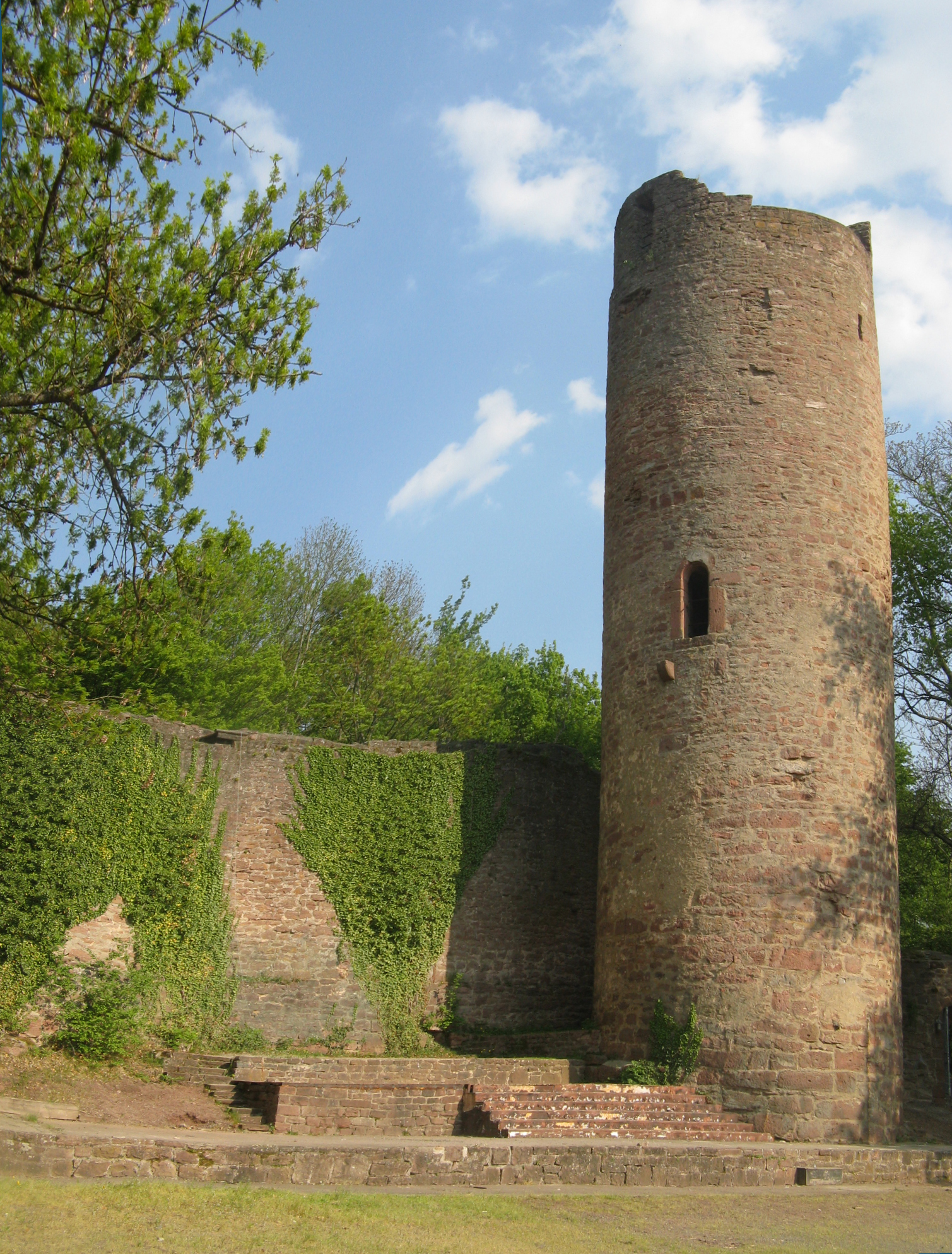
Bergfried der Ruine Scherenburg

Die Scherenburgfestspiele auf der Burgruine Scherenburg in Gemünden am Main finden jährlich zwischen Mitte Juli und Mitte August als Freilichttheater statt. Das Ensemble besteht größtenteils aus Laiendarstellern und bis zu vier Profischauspielern. Das 45-köpfige Schauspiel-Ensemble hatte 2010 einen Besucherrekord mit 22800 verkauften Tickets. Im Jahr 2016 sahen 19.500 Besucher jeweils eine der drei Aufführungen.

## Geschichte
In den Jahren von 1909 bis 1911 fanden die ersten Burgfestspiele auf der Scherenburg statt. Nach der Einstellung wurde 1989 der Wiederbeginn der Scherenburg-Festspiele fortgeschrieben.
Von 1990 bis 1995 wurden die Spiele durch die Kleinkunstbühne „Spessartgrotte“ Langenprozelten unterstützt und organisiert, in Zusammenarbeit mit dem Kulturamt, seit 1993 unter der Leitung des Kulturamtes der Stadt Gemünden und seit 1998 durch den Festspielverein der Stadt Gemünden am Main e. V.
Der Erwerb einer Tribüne im Jahr 2002, sowie der Erwerb eines Zeltdachs über der Tribüne zum Schutz vor Regen und Sonne im Jahr 2004 sollte mehr Besucher anziehen, was auch gelang.
Nach 15 Jahren gab Horst Gurski nach der Spielzeit 2015 die künstlerische Leitung ab. Sein Nachfolger wurde Peter Cahn, der die Intendanz von Sommer 2016 bis 2021 übernommen hat. Für das künstlerische Angebot in der Saison 2022 soll nun ein „neues Kreativteam“ zuständig sein.[veraltet] Regie führten Urs Schleiff und Jens Hajek. Ebenfalls neu ab 2022 ist eine festinstallierte Tribüne auf der Rückseite der Scherenburg, auf der die Festspiele zukünftig stattfinden.

## Inszenierungen
| Spielzeit | Titel                                          | Titel                                     | Titel                                      |
| --------- | ---------------------------------------------- | ----------------------------------------- | ------------------------------------------ |
| 1909–1911 | Das Schlüssel-Fräulein                         |                                           |                                            |
| 1990      | Das Schlüssel-Fräulein                         |                                           |                                            |
| 1991      | Ein Spessartmärchen                            |                                           |                                            |
| 1993      | Aufstand der Gespenster                        |                                           |                                            |
| 1995      | Das Wirtshaus im Spessart                      |                                           |                                            |
| 1996      | Don Camillo und Pepone                         | Pinocchio                                 |                                            |
| 1998      | Der Besuch der alten Dame                      |                                           |                                            |
| 1999      | Die lustigen Weiber von Windsor                | Ronja Räubertochter                       |                                            |
| 2000      | Der Hauptmann von Köpenick                     | Pippi Langstrumpf                         |                                            |
| 2001      | Ein Sommernachtstraum                          | Die Kleine Hexe                           |                                            |
| 2002      | Das Urmel aus dem Eis                          | Der fröhliche Weinberg                    |                                            |
| 2003      | Ali Baba                                       | Der Name der Rose                         | Nonnsense                                  |
| 2004      | Der Räuber Hotzenplotz                         | Altrosa                                   | Zum Weißen Rößl                            |
| 2005      | Jim Knopf                                      | Der Jüngste Tag                           | Figaros Hochzeit                           |
| 2006      | Kalle Blomquist                                | Nathan der Weise                          | Der Widerspenstigen Zähmung                |
| 2007      | Das Dschungelbuch                              | Ladies Night                              | Die Geierwally                             |
| 2008      | Sams in Gefahr                                 | Die Drei von der Tankstelle               | Der Brandner Kasper                        |
| 2009      | Amadeus                                        | Krach in Chiozza                          | Tom Sawyers und Huckleberry Fins Abenteuer |
| 2010      | Arsen und Spitzenhäubchen                      | Michel aus Lönneberga                     | Der zerbrochene Krug                       |
| 2011      | Blues Brothers: Unterwegs im Auftrag des Herrn | Das Wirtshaus im Spessart                 | Robin Hood                                 |
| 2012      | Einer flog über das Kuckucksnest               | Das Haus in Montevideo                    | Neues vom Räuber Hotzenplotz               |
| 2013      | Der blaue Engel                                | Die spanische Fliege                      | Meister Eder und sein Pumuckl              |
| 2014      | Was ihr wollt                                  | Die Abenteuer des braven Soldaten Schwejk | Peter Pan                                  |
| 2015      | Diener zweier Herren                           | Ladykillers                               | Pippi Langstrumpf                          |
| 2016      | Die Feuerzangenbowle                           | Charleys Tante                            | Am Samstag kam das Sams zurück             |
| 2017      | Don Camillo und seine Herde                    | Kohlhiesels Töchter                       | Ronja Räubertochter                        |
| 2018      | Außer Kontrolle                                | Petticoat und Minirock                    | Pippi in Taka-Tuka-Land                    |
| 2019      | Und es war Sommer                              | Pension Schöller                          | Jim Knopf und die wilde 13                 |
| 2020      | Pandemiebedingter Ausfall                      | Pandemiebedingter Ausfall                 | Pandemiebedingter Ausfall                  |
| 2021      | Der Raub der Sabinerinnen                      | Beatles an Board                          | Emil und die Detektive                     |
| 2022      | Wie im Himmel                                  | Cash – Und ewig rauschen die Gelder       | Schneewittchen und die sieben Zwerge       |
| 2023      | Sugar – nach dem Film „Some like it Hot“       | Ein Sommernachtstraum                     | Das kleine Gespenst                        |
| 2024      | Die Fledermaus                                 | Week-End im Paradies                      | Urmel aus dem Eis                          |
| 2025      | Der Tag, an dem der Papst gekidnappt wurde     | In 80 Tagen um die Welt                   | Aladin und die Wunderlampe                 |